# Loreto Convent School
Loreto Convent School est une école catholique indépendante foundée en 1878. Sa devise est « Learning and Leading in Love and Justice ». Elle est située à Pretoria, en Afrique du Sud.

## Personnalités, anciens élèves
Cette école a eu, parmi ses élèves, la célèbre botaniste sud-africaine Inez Clare Verdoorn, en 1916.

## Sources